# Leandro Ciuffa
Leandro Ciuffa (1º novembre 1794 – 21 gennaio 1862) è stato un botanico, medico, giurista e monsignore italiano.

## Biografia
Nato da Pietro Paolo e Teresa, sorella del letterato Marco Mastrofini. Frequentò il Seminario Tuscolano, e successivamente studiò medicina, botanica, teologia e diritto presso l'Università di Roma.
Per un breve periodo praticò la medicina a Roma, fu nominato professore di botanica, poi si appassionò alla professione legale fino alla nomina a presidente del Tribunale Civile ed Ecclesiastico.
Durante gli ultimi anni della sua vita, in qualità di Consigliere Provinciale, ampliò la rete viaria dei Castelli Romani, costruendo la strada che ancora oggi collega Frascati a Monte Compatri e che nel suo ultimo tratto è a lui dedicata.
È sepolto nel convento di San Silvestro a Monte Compatri.
| Controllo di autorità | VIAF (EN) 89500071 · ISNI (EN) 0000 0000 6238 1655 · SBN RT1V022240 · BAV 495/40559 |